# Ся Да
Ся Да (кит. 夏达; яп. シャア・タア; Xia Da; также известна под ником April; родилась 4 апреля 1981) — китайская художница, иллюстратор и автор маньхуа. Родилась в городском округе Хуайхуа в провинции Хунань в Китае, в настоящее время живёт в Ханчжоу в провинции Чжэцзян. Наиболее известна по таким работам как «Пионовая беседка», «О чём Конфуций не говорил», «Путешествия Чангэ» и «Песнь о небесных странниках».
Ся Да считается первой китайской художницей маньхуа, успешно вышедшей на японский рынок. Её работы получили официальные переводы (локализации) на традиционном китайском, японском, тайском, вьетнамском, корейском, немецком и французском языке.

## Ранние годы и сотрудничество с SummerZoo

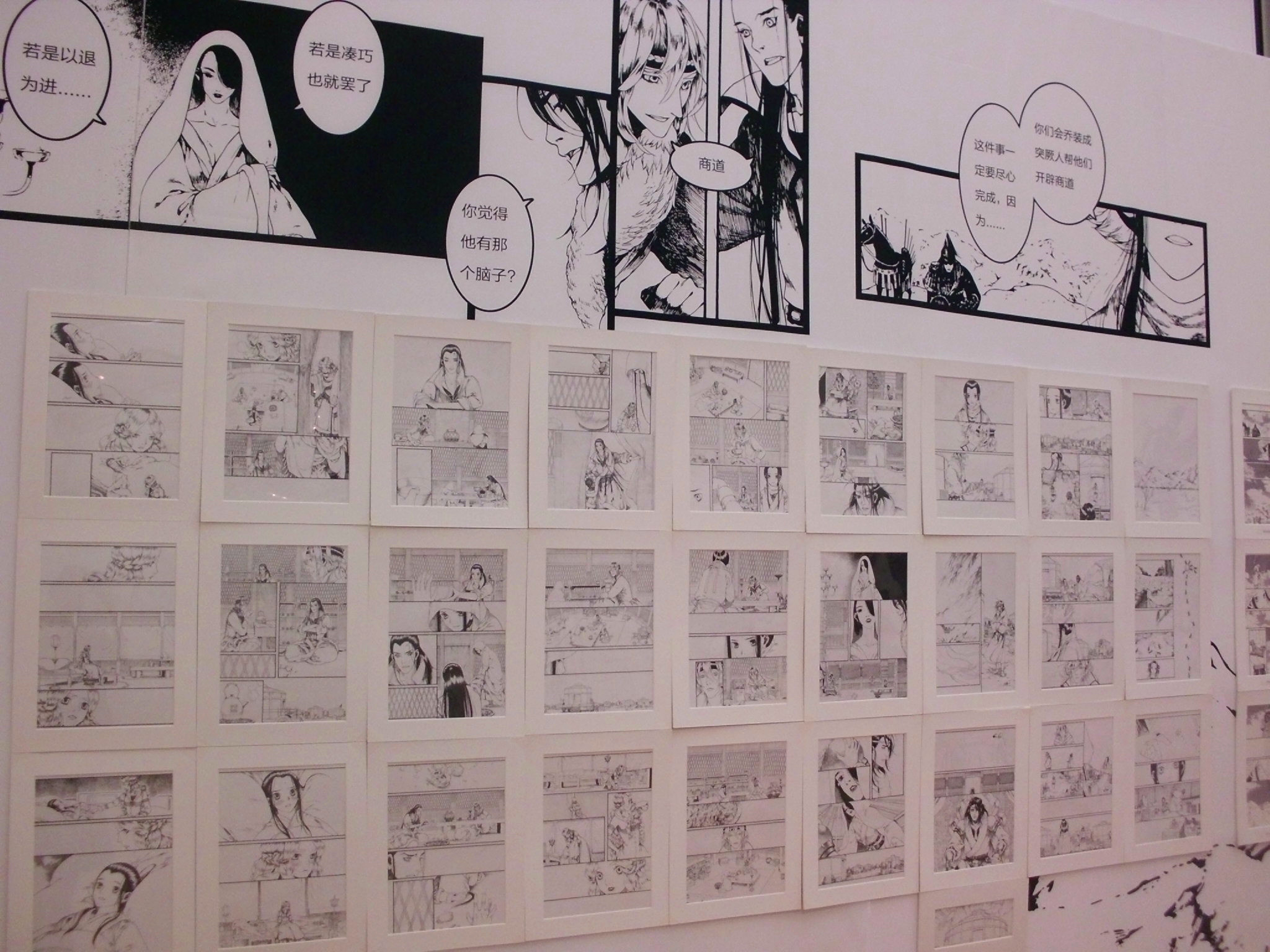
Панель «Путешествий Чангэ» в Библиотеке Ханчжоу

Творческий путь Ся Да начался ещё в старшей школе. В 2000 году, в соавторстве с подругой Ван Вэньлин, она дебютировала с синглом «Взросление» (кит. 四月物语, 2000 г.) в журнале Beijing Cartoons (кит. 北京卡通). В 2002 году получила награду за выдающийся результат на 3-й премии «Китайский комикс» за сингл «Зимняя сказка». Известно, что в это время она уже активно сотрудничала с журналами Beijing Cartoons и Zhongguo katong, вела несколько колонок, оформляла рассказы и рисовала небольшие комиксы, часть из которых была опубликована в её первом сборнике синглов «Апрельские истории» в 2003 году незадолго до окончания института.
После окончания факультета искусства и дизайна Хунаньского института легкой промышленности (кит. 湖南省轻工业学院) Ся Да переехала в Пекин и некоторое время занималась дизайном книг и плакатов, продолжала рисовать короткие комиксы. Из-за низкого дохода она сосредоточилась на рисовании и почти всё время посвящала работе.
В 2006 по приглашению Яо Фейла (маньхуацзя и главы издательства) заключила контракт с SummerZoo и вскоре переехала в Ханчжоу. В 2008 году её первая многосерийная работа «Никто не знает: О чём Конфуций не говорил» победила в номинации «Лучший комикс для девушек» на 5-й премии «Золотой дракон». В 2009 Ся Да заключила контракт с японским журналом Ultra Jump.
В 2011 Ся Да начала работу над маньхуа «Путешествия Чангэ», которая, как и «О чём Конфуций не говорил», публиковалась одновременно от издательства SummerZoo в Китае и от Ultra Jump в Японии, и была удостоена множества наград.
В марте 2014 года комиксы Ся Да были представлены на 34-й  Парижской международной книжной ярмарке во Франции в числе работ лауреатов премии "Золотой дракон".

## Разрыв с SummerZoo
В середине марта 2015 года художнице была проведена операция на сердце. В апреле она возобновила работу над «Путешествиями Чангэ».
В декабре 2016 года, когда подошёл к концу срок действия договора с издательством, Ся Да опубликовала пост в Вейбо, в котором обличила SummerZoo как недобросовестного работодателя. Она обвинила Яо Фэйла в заключении неравных договоров, многомесячных задержках зарплаты, отказе в оплате труда ассистентов, отстранении её от решений, связанных с маркетинговой компанией и продажей прав на адаптации и экранизации, неисполнении обязательств и т. д. Также Ся Да сообщала, что из-за переработок у неё начались серьёзные проблемы со здоровьем. Пост был поддержан другими художниками издательства, которые подтвердили её слова об обстановке в компании.
Ся Да и более 30-и других художников потребовали пересмотреть часть пунктов в новом договоре, и после отказа в удовлетворении их просьбы, 26 декабря того же года официально разорвали трудовые отношения с SummerZoo. Выпуск «Путешествий Чангэ» был приостановлен, по официальной причине, в связи с проблемами со здоровьем художницы. Позже стало известно, что она лишилась прав на публикацию маньхуа. Также были отменены или заморожены все мероприятия и адаптации по работам художницы, которые находились на тот момент в производстве.
Публикация вызвала резонанс в китайских медиа: одна часть общества поддержала художников, другая осудила, посчитав, что они сами виноваты в подписании неравных договоров и не имели права обнародовать конфиденциальную информацию о внутренних делах издательства.

## MidSummer Studio
В сентябре 2017 года, после более чем полугодового перерыва, Ся Да объявила о создании собственной студии в Ханчжоу — MidSummer Studio, и анонсировала выпуск сборника дополнительных истории к «Путешествиям Чангэ» — «Хроники». В ноябре 2018 начался выпуск нового многосерийного проекта в жанре сянься «Песни о небесных странниках».
В июне 2020 года  Ся Да была утверждена в качестве одной из судей 17-й премии "Золотой дракон".
21 ноября того же года на конференции Bilibili было объявлено о возвращении прав Ся Да на «Путешествия Чангэ» и «Никто не знает: О чём Конфуций не говорил», по обоим проектам были анонсированы дунхуа.
В 2021 году было выпущено коллекционное переиздание «Никто не знает: О чём Конфуций не говорил», в послесловии к третьему тому которого сообщалось о планах художницы продолжить работу над проектом после завершения «Песни о небесных странниках».
Разморозка «Путешествий» была запланирована на 2022 год, однако была перенесена на неизвестный срок в связи с ухудшением здоровья художницы.

## Список работ
- «Зимняя сказка» (кит. 冬日童话; сингл, 2001 г.);
- «Апрельские истории» (кит. 四月物语; сборник, 2002—2004 гг.);
- «Пионовая беседка»(кит. 游园惊梦; сборник, 2008 г.);
- «Сборник коротких комиксов Ся Да № 1: Себе подобный»(кит. 夏达短篇漫画集1：同类; сборник, 2008 г.);
- «Сборник коротких комиксов Ся Да № 2: Утренняя звезда Мидленда»(кит. 夏达短篇漫画集2：米特兰的晨星; сборник, 2009 г.)"
- «О чём Конфуций не говорил»(кит. 子不语; сборник, 2009—2010 гг.; выпуск приостановлен);
- «Годзилла молчит»(кит. 哥斯拉不说话; сборник, 2010 г.);
- Chuxia (кит. 初夏; артбук, 2011 г.);
- «Сберечь наши чувства навечно» (кит. 将爱情进行到底; сингл, 2011 г.);
- «Путешествия Чангэ»(кит. 长歌行; 2011—2016 гг.; выпуск приостановлен);
- «Хроники»(кит. 拾遗录; сборник, 2017—2018 гг.);
- «Песнь о небесных странниках» (кит. 步天歌; 2018 г., выпуск продолжается).

## Награды
- Награда «за выдающийся результат» в номинации «Короткий комикс» на 3 премии «Китайский комикс» (2002);
- Награда в номинации «Новичок» на первом фестивале комиксов Китайско-японского молодёжного обмена (2002);
- Победитель в номинации «Лучший комикс для девушек» на 5 премии «Золотой дракон» (2008),
- Награда в номинации «Лучший китайский комикс» на 6 международной китайской премии «Золотая обезьяна» (2010)[1];
- Награда в номинации «Лучший комикс» первой государственной премии «Китайская культура и искусство» (2011);
- Награда в номинации «Лучший китайский комикс» на 8 международной китайской премии «Золотая обезьяна» (2012)[1];
- Победитель национальной программы поддержки признанных шедевров в области комикса и анимации (2012);
- Награда на 12 премии «Золотой дракон» (2015)[1];
- Награда в номинации «Книга комиксов года» на первой премии маньхуа Цай Чжичжуна (2021)[8]